# Earth Simulator
Earth Simulator — самый быстрый суперкомпьютер в мире с 2002 по 2004 года. Система разработана Японским агентством аэрокосмических исследований и Японским институтом ядерных исследований в 1997 для исследования эффекта глобального потепления и решения проблем геофизики.
Также, Earth Simulator можно считать самым дорогим компьютером на то время, его стоимость оценивалась в $500 млн.
Суперкомпьютер находится в исследовательском центре Earth Simulator Center, расположенном в Иокогаме, Япония. Он имеет производительность 35,86 Тфлопс.
Earth Simulator создан на вычислительных узлах архитектуры NEC SX пятого поколения. Он состоит из 640 узлов NEC SX-6, по 8 векторных процессоров и 16 ГБ памяти на каждом; всего 5.120 процессоров. Используется операционная система ES OS на основе SUPER-UX.

## Производительность
На тесте LINPACK показал производительность 35,8 Тфлопс и занял первую строчку в списке TOP500 в июне 2002 года, превзойдя ближайшего конкурента ASCI White гигантским скачком — в 5 раз. Занимал первое место до ноября 2004 года, после того как 29 сентября 2004 был представлен прототип IBM Blue Gene/L, превзошедший Earth Simulator по производительности. Последний раз участвовал в рейтинге TOP500 в ноябре 2008 года и занял 74-е место.

## Earth Simulator 2
В марте 2009 был создан новый суперкомпьютер Earth Simulator 2 (ES2). Он имеет архитектуру NEC SX-9/E с пиковой теоретической производительностью на 1280 процессорах 131 Тфлопс. 160 вычислительных узлов соединены сетью с топологией Fat Tree. Каждый вычислительный узел представляет собой систему из 8 векторных процессоров с разделённой памятью объёмом 120 Гб. Общий объём памяти суперкомпьютера составляет 20 Тб. Выполнением задач на суперкомпьютере занимается пакетная операционная система Network Queuing System II (NQSII). Суперкомьютер подключен к сети и соединен через неё с сервером входа (Login Server), сервером графики (Graphics Server), с общей сетью агентства JAMSTEC и научной сетью SINET4 (Science Information NETwork).
На тесте LINPACK суперкомпьютер показал результат в 122,4 Тфлопс и занял 22-е место в списке TOP500 за июнь 2009 года. В ноябре 2013 года занимает 472-е место.

## Earth Simulator 3
В марте 2015 года был произведён новый апгрейд Earth Simulator. Суперкомпьютер был переведен на архитектуру NEC SX-ACE и за счёт этого повысил свою производительность в 10 раз: общая вычислительная мощность суперкомпьютера составляет теперь 1.3 PFLOPS. Суперкомпьютер состоит из 5120 вычислительных узлов с одним 4-ядерным процессором с тактовой частотой 1 ГГц, вычислительной мощностью 256 GFLOPS и оперативной памятью в 64 ГБ. Общий объём дисковой памяти — 13,5 ПБ, объём общей оперативной памяти — 320 ТБ, топология сети между узлами — Fat Tree, через сеть соединен с хранилищем SGI UV 2000.
Суперкомпьютер работает под управленим операционной системы SUPER-UX, разработанной специально для суперкомпьютерной платформы SX на основе BSD и SVR4.2MP.

## Earth Simulator 4
С 2021 года введено в строй 4-е поколение суперкомпьютера Earth Simulator - ES4. Суперкомпьютер построен на процессорах AMD EPYC с вычислительными ускорителями векторных вычислений NEC SX-Aurora TSUBASA и GPU NVIDIA Ampere A100. Общая вычислительная мощность составляет 19.5 PFLOPS.

## Фотографии Earth Simulator

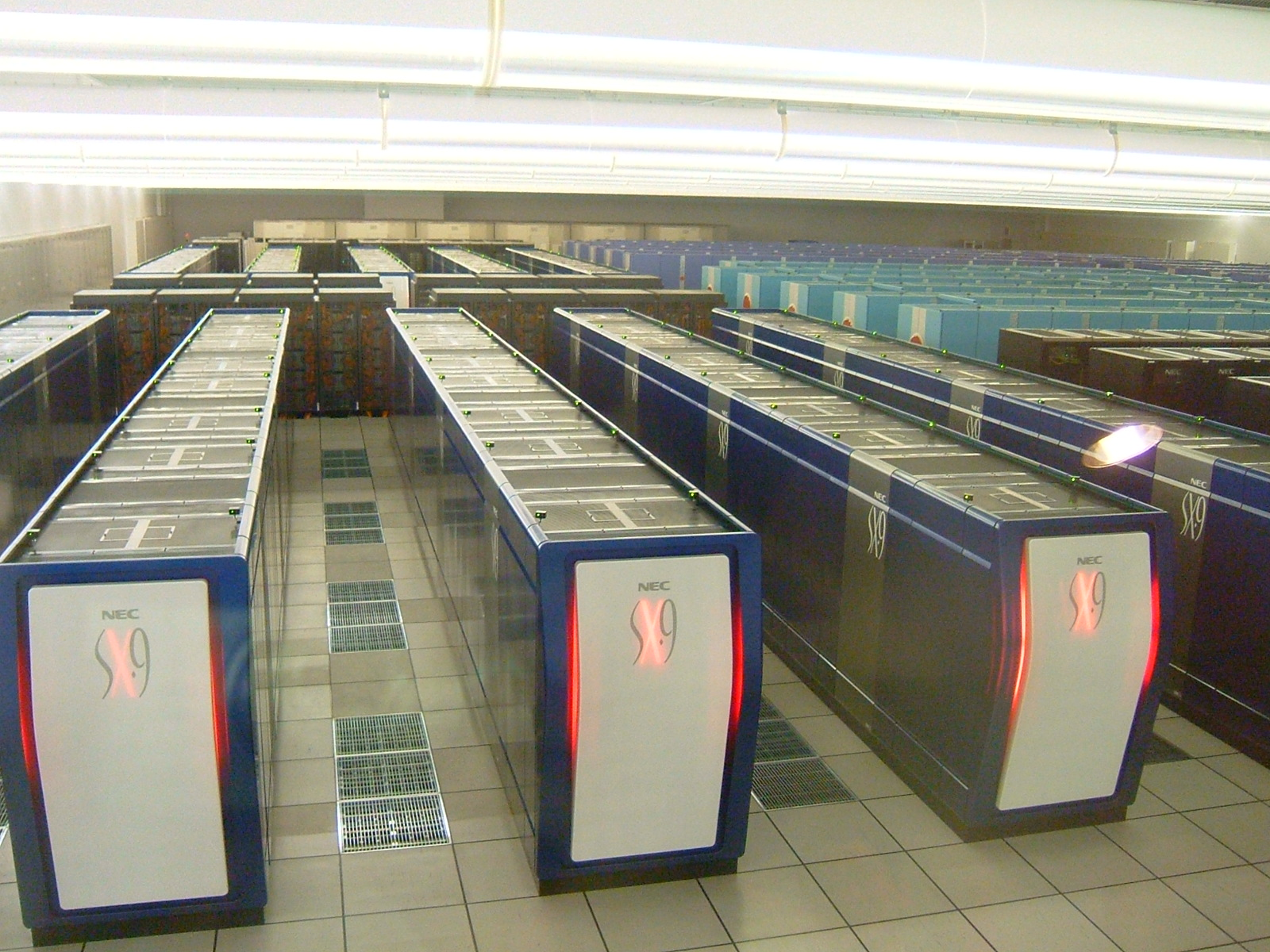
Обновленная версия - Earth Simulator 2 (2009)
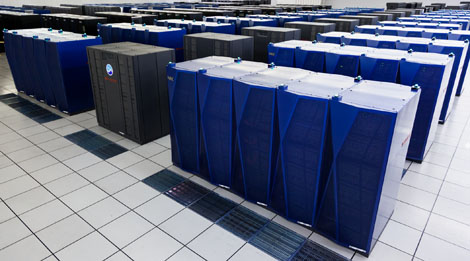
Обновленная версия - Earth Simulator 3 (2015)